# ケピック
「ケピック」は、SPIRAL SPIDERSのデジタル・ダウンロードシングル。2007年1月24日にEMIミュージック・ジャパンよりデジタル・ダウンロード規格のみでの発売。

## 解説
前作「間に合っていますんで」に引き続きデジタルシングルをリリース。ケピックはテレビ東京系「スキバラ」2007年1月度エンディングテーマに起用された。
また同年5月9日にリリースされたシングル「産声」に収録された。

## 収録曲
1. ケピック
  - 作詞・作曲・編曲：YOSK
  - テレビ東京系「スキバラ」2007年1月度エンディングテーマ